# Wasei-kango
Les wasei-kango (和製漢語, mots chinois de formation japonaise), sont des mots japonais composés de morphèmes chinois, inventés au Japon (et non empruntés du chinois). Ces termes s'écrivent en kanjis et se prononcent conformément à l'on'yomi. Certains mots appartiennent au vocabulaire sino-japonais, d'autres n'existent pas en chinois ou ont un sens différent dans les deux langues, d'autres sont réempruntés à la langue chinoise.

## Histoire

### Avant l'ère Meiji
Depuis l'Antiquité, les Japonais complètent le wago, vocabulaire typiquement japonais, par des termes chinois. Après l'intégration de ceux-ci, ils créent leurs propres kango.
La prononciation on'yomi au lieu de kun'yomi est une source de wasei-kango. Par exemple, le terme archaïque japonais 日の本 (ひのもと) devient 日本 (にほん ou にっぽん). Le mot 大根 (radis blanc), initialement おおね, devient だいこん. Parfois, une inversion de l'ordre des caractères est nécessaire, comme dans 立腹 (りっぷく), issu de 腹が立つ (はらがたつ) (colère). D'autres termes sont liés à la culture japonaise :  geisha (芸者), ninja (忍者), ou kaishakunin (介錯).

### Ère Meiji
Durant la restauration de Meiji, des mots sont inventés en masse pour nommer des concepts occidentaux, tels que révolution 革命 (kakumei) ou démocratie (民主, minshu). Vers la fin du XIXe siècle, certains de ces termes sont réimportés en chinois. Dans la mesure où la ressemblance avec les termes chinois est forte, les Chinois ne reconnaissent pas toujours qu'il s'agit de caractères japonais. Cependant, il est possible que beaucoup de ces termes considérés comme des wasei-kango soient en réalité inventés par des universitaires chinois et occidentaux. Durant le XIXe siècle, des fonctionnaires japonais achètent des dictionnaires sino-anglais dans le but de s'immerger dans la civilisation occidentale : c'est le cas de A Dictionnary of the Chinese Language, de An English and Chinese Vocabulary in Court Dialect, 1844 et de Vocabulary and Handbook of the Chinese Language, 1872.
Parfois, des mots existants sont utilisés pour traduire de nouveaux concepts. Par exemple, 世界, un terme bouddhiste chinois classique est réutilisé pour signifier « monde ». D'autres mots sont des créations, telles keisatsu (警察, police), denwa (電話, téléphone), kagaku (科学, science) et tetsugaku (哲学, philosophie). Ainsi, c'est durant l'ère Meiji que la majorité des wasei-kango est inventée. Après la première guerre sino-japonaise, ces mots sont adoptés dans les langues chinoise, coréenne et vietnamienne, et sont encore employés au XXIe siècle.